# 간비장 T세포 림프종
간비장 T세포 림프종(Hepatosplenic T-cell lymphoma)은 동종 줄기세포 이식의 경우를 제외하고는 일반적으로 치료가 불가능한 희귀 형태의 림프종이다. 이는 간, 비장 및 골수에 상당한 동양혈관 침윤을 나타내는 중간 크기의 세포독성 T세포로 구성된 전신성 신생물이다.

## 징후 및 증상
간비장 T세포 림프종 환자의 전형적인 임상소견은 간비대증이다.
비장과 간은 항상 관련되며 골수 관련도 흔하다. 절(節)에 관여하는 경우는 매우 드물다.

## 원인
이 질병의 기원이 되는 세포는 미성숙 세포독성 T세포이다. 이 질병은 고형 장기 이식을 받은 면역 억제 환자에게서 더 자주 나타나며, 이는 면역 억제 환경에서 장기간의 면역 자극이 원인 인자라는 가설을 이끌어낸 것과 연관된다.
면역억제제인 아자티오프린, 인플릭시맙, 아달리무맙으로 치료받은 환자에서 간비장 T세포 림프종 사례가 보고되었다. 대부분의 사례는 염증성 장 질환 환자에서 발생했다. 청소년과 젊은 성인 남성이 가장 자주 영향을 받았다. 이들은 매우 공격적인 질병 경과를 보였고, 한 명을 제외하고 모두 사망했다. 미국 식품의약국(FDA)은 사용자와 임상의에게 위험을 알리기 위해 약물 라벨링을 변경하도록 요구했다.